# Cisse Landaise
Die Cisse Landaise ist ein Fluss in Frankreich, der im Département Loir-et-Cher in der Region Centre-Val de Loire verläuft. Sie entspringt im Gemeindegebiet von Saint-Cyr-du-Gault, entwässert generell in östlicher Richtung und mündet nach rund 20 Kilometern an der Gemeindegrenze von Saint-Bohaire und La Chapelle-Vendômoise als rechter Nebenfluss in die Cisse. Die Flussmündung liegt in dem unter Naturschutz stehenden Feuchtgebiet Marais de la Haute-Cisse.

## Orte am Fluss
(Reihenfolge in Fließrichtung)
- Lancôme
- Landes-le-Gaulois
- Le Coteau de Sudon, Gemeinde La Chapelle-Vendômoise

## Sehenswürdigkeiten
Teile des Tales sind als Natura 2000-Schutzgebiet unter der Nummer FR2400562 registriert.